# Frankenia pallida
Frankenia pallida är en frankeniaväxtart som beskrevs av Pierre Edmond Boissier. Frankenia pallida ingår i släktet frankenior, och familjen frankeniaväxter. Inga underarter finns listade i Catalogue of Life.